# Bart Gordon

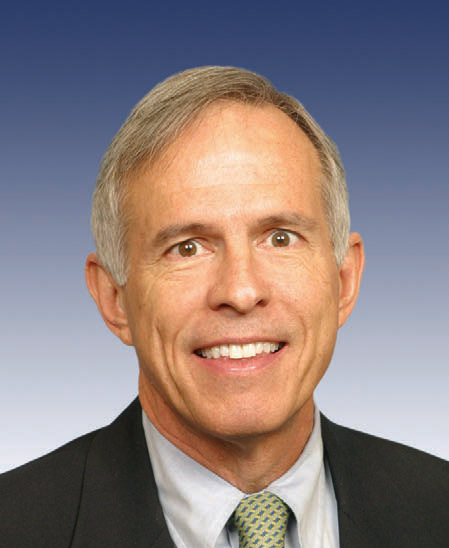
Bart Gordon

Barton Jennings "Bart" Gordon, född 24 januari 1949 i Murfreesboro, Tennessee, är en amerikansk demokratisk politiker. Han representerade delstaten Tennessees sjätte distrikt i USA:s representanthus 1985–2011.
Gordon gick i skola i Central High School i Murfreesboro. Han avlade 1971 kandidatexamen vid Middle Tennessee State University och 1973 juristexamen vid University of Tennessee. Han arbetade därefter som advokat i Murfreesboro.
Kongressledamot Al Gore kandiderade till USA:s senat i senatsvalet 1984 och vann. Gordon vann kongressvalet och efterträdde Gore i representanthuset i januari 1985. Han var ordförande i representanthusets vetenskapsutskott 2007–2011. I januari 2011 efterträddes Gordon i representanthuset av republikanen Diane Black.